# Beschorneria septentrionalis
Beschorneria septentrionalis ist eine Pflanzenart aus der Gattung Beschorneria in der Unterfamilie der Agavengewächse (Agavoideae). Das Artepitheton septentrionalis stammt aus dem Lateinischen, bedeutet ‚nördlich‘ und verweist auf das Verbreitungsgebiet der Art in Bezug auf verwandte Taxa.

## Beschreibung
Beschorneria septentrionalis wächst stammlos und rhizomatös. Ihre Rosetten bilden Horste. Die zehn bis 20 zurückgebogenen, verkehrt lanzettlichen, an ihrer Basis erweiterten Laubblätter sind auf beiden Seiten kahl. Die leuchtend grüne Blattspreite ist 70 bis 90 (selten bis 105) Zentimeter lang und 6 bis 9 (selten 5 bis 13) Zentimeter breit. An der basalen Einschnürung ist sie 1,8 bis 2,5 (selten bis zu 3,3) Zentimeter breit. Die Spitze ist kurz spitz zulaufend. Die Blattränder sind fein gezähnelt und tragen ein bis drei (selten vier) Zähnchen je Millimeter.
Der zymos-rispige Blütenstand erreicht eine Höhe von 150 bis 250 Zentimeter. Er besteht aus vier bis sieben Teilblütenständen von 9 bis 25 (selten bis 50) Zentimeter Länge mit insgesamt 90 bis 130 Blüten. Der Blütenschaft ist karminrot. Die vier bis fünf karminroten, verkehrt lanzettlichen  Brakteen am Blütenschaft weisen eine Länge von bis zu 30 Zentimeter auf. Die zwölf bis 30 fertile Brakteen sind rötlich bis durchscheinend und lanzettlich bis dreieckig. Die 55 bis 60 (selten 50 bis 65) Millimeter langen Blüten stehen zu zweit bis viert zusammen. Ihr Blütenstiel ist 3,5 bis 4,5 (selten 1 bis 6) Millimeter lang. Die karminroten linealisch-länglichen bis länglich spateligen Perigonblätter weisen eine Länge von 25 bis 30 Millimeter auf und sind 2 bis 8 Millimeter breit. Innen sind sie papillös und außen kahl. Ihre Spitze und die Ränder sind gelblich gefärbt. Die papillösen, pfriemlichen Staubfäden sind 2 bis 4 Millimeter kürzer als die Perigonblätter. Die länglich elliptischen Staubbeutel sind 5 bis 7 Millimeter lang. Der leicht sechsfurchige, karminrote Fruchtknoten ist 25 bis 30 (selten bis 33) Millimeter lang und 2 bis 8 Millimeter breit.
Die eiförmigen Früchte sind 35 bis 50 (selten bis 65) Millimeter lang und 25 bis 35 Millimeter breit. Sie enthalten glänzend schwarze Samen.

## Systematik und Verbreitung
Beschorneria septentrionalis ist im mexikanischen Bundesstaat Tamaulipas in Nebelwäldern in Höhenlagen von über 1400 Meter verbreitet.
Die Erstbeschreibung durch Abisai Josue García-Mendoza wurde 1988 veröffentlicht.

## Nachweise